# 张静辉
张静辉（1966年3月—），吉林市委常委、舒兰市委书记。

## 生平
曾任桦甸市副市长、吉林市昌邑区副区长、磐石市市长等职，2019年3月至2021年3月，担任吉林市副市长。
2023年起任东北电力大学党委书记。